# True Eames Boardman
True Eames Boardman (25 de octubre de 1909 – 28 de julio de 2003) fue un actor y guionista estadounidense.

## Biografía
Nacido en Seattle, Washington, su nombre era William True Boardman, Jr., y era el único hijo de los actores Virginia True Boardman y True Boardman.
Empezó a actuar en 1912, y antes de cumplir los diez años de edad ya había participado en seis películas.
Boardman fue más adelante guionista, escribiendo para el programa radiofónico Silver Theater, una serie dramática de antología emitida por la CBS en los años 1930 y 1940. El 21 y el 28 de mayo de 1939 también fue intérprete del programa, trabajando junto a Helen Hayes en "Crossroads for Two," un episodio emitido en dos capítulos.
True Eames Boardman falleció en Pebble Beach, California, en 2003, a causa de un cáncer de páncreas. 
Era abuelo de la actriz Lisa Gerritsen.

## Selección de su filmografía

### Guionista
- The Painted Hills (1951)
- Arabian Nights (1942)
- Pardon My Sarong (1942)

### Actor
- Dan August
- The Hazards of Helen
- Sophie's Birthday Party (1914)
- The Conquest of Man (1914)
- Snakeville's Fire Brigade (1914)
- Broncho Billy Reforms (1913)
- The Reward for Broncho Billy (1912)
- Broncho Billy's Heart (1912)